# San Manuel Chaparrón
San Manuel Chaparrón est une ville du Guatemala dans le département de Jalapa.